# Adamabad-e Baluchi Now
Adamabad-e Baluchi Now (in persiano ادم اباد بلوچي نو‎, anche romanizzato come Ādamābād-e Balūchī Now; noto anche come Ādamābād) è un villaggio nel Distretto rurale di Polan, Shahrestān di Chabahar, nel Sistan e Baluchistan, in Iran. Al censimento del 2006, la popolazione era di 178 abitanti, divisa in 32 famiglie. 